# Ernst Altmann (Chemiker)
Ernst Altmann (* 11. März 1904 in Bentschen; † 1976) war ein deutscher Chemiker und Hochschullehrer.

## Leben und Werk
Nach dem Schulbesuch studierte er an der Technischen Hochschule Breslau und schloss das Studium als Diplom-Ingenieur ab. Danach wurde er 1924 an der Technischen Hochschule Dresden zum Dr.-Ing. promoviert und später nach seiner Habilitation Professor für angewandte und technische Chemie und Direktor des Instituts für Chemie der Technischen Hochschule Karl-Marx-Stadt. Von 1956 bis 1962 war er Dekan der Fakultät für Mathematik und Naturwissenschaften.

## Schriften (Auswahl)
- Die industrielle Verwertung textiler Abfälle. 1924.
- Die katalytische Umsetzung von Schwefelkohlenstoff mit Wasserdampf und Wasserstoff. Verlag Chemie, Berlin 1931.